# ستورم رو
ستورم رو (بالإنجليزية: Storm Roux)‏ (13 يناير 1993 في جنوب أفريقيا - ) هو لاعب كرة قدم أسترالي وجنوب أفريقي في مركز الدفاع. شارك مع منتخب نيوزيلندا تحت 20 سنة لكرة القدم ومنتخب نيوزيلندا الأولمبي لكرة القدم ومنتخب نيوزيلندا لكرة القدم. أما مع النوادي، فقد لعب مع سنترال كوست مارينرز ونادي برث غلوري.

## وصلات خارجية
- ستورم رو على موقع الاتحاد الدولي (مؤرشف)  (الإنجليزية)
- ستورم رو على موقع قاعدة بيانات كرة القدم.إي يو (الإنجليزية)
- ستورم رو على موقع ناشيونال فوتبول تيمز (الإنجليزية)
- ستورم رو على موقع Soccerway.com (الإنجليزية)